# Pierre Étienne Simon Duchartre
Pierre Étienne Simon Duchartre ( 27 de octubre de 1811, Portiragnes, Hérault - 5 de noviembre de 1894, París) fue un botánico francés.
En 1840 aprobó su examen de doctorado con la tesis: Observations sur le Trochus lessoniie Blainv. e Monodonta lessoniie Payr. et sur son anatomie, (Ed. Impr. de J.-P. Paya, 22 pp.)

## Honores
Fue uno de los fundadores de la Société Botanique de France en 1854, y su presidente en 1859, en 1868, en 1874, en 1876, en 1888 y en 1893.

### Epónimos
Género
- (Gesneriaceae) Duchartrea Decne.[1]

Especies
- (Araceae) Caladium duchartrei Hort. ex Engl.[2]
- (Aristolochiaceae) Aristolochia duchartrei André[3]
- (Aristolochiaceae) Thottea duchartrei Sivar., A.Babu & Indu Balachandran[4]
- (Begoniaceae) Begonia × duchartrei Bruant ex André[5]
- (Bromeliaceae) Vriesea × duchartrei Hort. Duval[6]
- (Liliaceae) Lilium duchartrei Franch.[7]
- (Solanaceae) Solanum duchartrei Heckel[8]

## Algunas publicaciones
- Duchartre, PC. 1854. Notice sur les travaux de botanique. Ed. L. Martinet. 17 pp.
- Duchartre, PC. 1856. Géographie botanique. Ed. Firmin Didot
- ---. 1857. Influence de l'humidité sur la direction des racines. Ed. L. Martinet. 8 pp.
- ---. 1858. Recherches sur les rapports des plantes avec la rosée. Ed. L. Martinet. 8 pp.
- ---. 1858. Principaux résultats des observations physiologiques et anatomiques faites sur une Colocase de la Chine. Ed. L. Duchartre. 7 pp.
- ---. 1858. Recherches expérimentales sur la transpiration des plantes dans les milieux humides. Ed. L. Martinet. 7 pp.
- ---. 1859. Quelques observations sur des raisins soufrés et brûlés au soleil. Ed. J.-B. Gros et Donnaud. 4 pp.
- ---. 1859. Note sur le ePyrethrum Willemotie, vulgairement nommé pyrèthre du Caucase. Ed. J.-B. Gros et Donnaud. 12 pp.
- ---. 1859. Deux notes sur une crucifère à siliques comestibles sur le Vanilla lutescense. Ed. J.-B. Gros et Donnaud. 24 pp.
- ---. 1859. Note sur une crucifère à siliques comestibles récemment introduite en France. Ed. J.-B. Gros et Donnaud. 7 pp.
- ---. 1860. Deux notes, sur l'Himantophyllum miniatume Hook sur un hybride d'Himantophyllume. Ed. E. Donnaud. 19 pp.
- ---. 1860. Rapport sur les arbres fruitiers de M. Chardon jeune, propriétaire à Châtillon Seine. Ed. E. Donnaud. 7 pp.
- ---. 1860. L'Eau de la pluie, qui mouille et lave les organes extérieurs des plantes, est-elle absorbée directement ? recherches expérimentales sur cette question. Ed. L. Martinet. 8 pp.
- ---. 1860. Examen physiologique des cultures forcées de lilas de M. Laurent aîné, par M. Duchartre... - Rapport sur les roses et lilas forcés qui ont été présentés à la Société impériale et centrale d'horticulture. Ed. E. Donnaud. 16 pp.
- ---. 1862. Note sur deux orchidées. Ed. L. Martinet.7 pp.
- ---. 1863. Note sur l'eAmaryllis procerae. Ed. E. Donnaud. 14 pp.
- ---. 1865. Note sur le chasselas panaché. Ed. E. Donnaud. 15 pp.
- ---. 1866. Expériences relatives à l'influence de la lumière sur l'enroulement des tiges. Ed. E. Donnaud. 16 pp.
- ---. 1867. Éléments de botanique, comprenant l'anatomie, l'organographie, la physiologie des plantes, les familles naturelles et la géographie botanique. Ed. J.-B. Baillière et fils. 1.088 pp.
- ---. 1868. Expériences sur la végétation d'une broméliacée sans racines. Ed. E. Donnaud. 12 pp.
- ---. 1868. Rapport sur les progrès de la botanique physiologiste. Ed. Impr. impériale. 409 pp.
- ---. 1869. Quelques remarques sur la théorie de l'extinction par vieillesse des variétés de fruits. Ed. E. Donnaud. 9 pp.
- ---. 1870. Observations sur le genre Lis Liliume Tourn. à propos du catalogue de la collection de ces plantes, qui a été formée par M. Max Leichtlin, de Carlsruhe. Ed. E. Donnaud. 142 pp.
- ---. 1872. Réflexions sur les expériences du général américain Pleasonton relatives à l'influence de la lumière bleue ou violette sur la végétation. Ed. E. Donnaud. 13 pp.
- ---. 1873. Quelques observations sur les caractères anatomiques des Zosterae et Cymodoceae, à propos d'une plante trouvée près de Montpellier. Ed. E. Martinet
- ---. 1877. Éléments de botanique, comprenant l'anatomie, l'organographie, la physiologie des plantes, les familles naturelles et la géographie botanique. Ed. J.-B. Baillière et fils
- ---. 1879. Rapport sur une collection de figures de plantes spontanées peintes par Mme Garnier. Ed. E. Donnaud. 4 pp.
- ---. 1879. Observations sur des marronniers hâtifs eAesculus hippocastanume L. Ed. E. Donnaud. 16 pp.
- ---. 1880. Observations sur les fleurs doubles des bégonias tubéreux. Ed. E. Donnaud. 16 pp.
- ---. 1885.  Éléments de botanique, comprenant l'anatomie, l'organographie, la physiologie des plantes, les familles naturelles et la géographie botanique. Ed. J.-B. Baillière et fils. 1.272 pp.

- La abreviatura «Duch.» se emplea para indicar a Pierre Étienne Simon Duchartre como autoridad en la descripción y clasificación científica de los vegetales.[9]